# Magyar Közgazdasági Társaság
A Magyar Közgazdasági Társaság (MKT) a magyar közgazdászok legrégebbi szakmai szervezete, közhasznú egyesület. Célja a közgazdasági ismeretek terjesztése, a szakmai közélet fejlesztése, a közgazdászok általános érdekeinek képviselete. Főként előadásokat, tanfolyamokat, szakmai vitákat, találkozókat szervez. Fenntart egy saját szakkönyvtárat is, amely Győrben található. Tagjai többnyire egyetemi vagy főiskolai végzettséggel rendelkező közgazdászok illetve egyetemi hallgatók. A tagok legnagyobb csoportja a harmincas életéveinek második felében, illetve a negyvenes éveinek elején jár.

## Története
A Magyar Közgazdasági Társaságot 1894. május 27-én alapították, ezzel Európában is az első hasonló szakmai-tudományos szervezetek közé tartozik. A szervezet első elnöke Láng Lajos, második elnöke Kautz Gyula volt.
1908-ban ifj. Paikert Alajos lett a főtitkára. Az ötvenes években a tevékenységét fel kellett függesztenie, ekkor Heller Farkas volt a szervezet vezetője. Néhány év elteltével, 1959-ben a szervezet újraalakult. A rendszerváltás utáni évek óta növekszik a szerepe és a taglétszáma. Ebben az időszakban hosszú éveken keresztül Halm Tamás volt az MKT főtitkára, ezt a pozíciót 2014-ig töltötte be. Ő tartott előadást a Magyar Közgazdasági Társaság 125 éves történetéről az MKT 2019. évi, ünnepi küldöttgyűlésén.
A Magyar Közgazdasági Társaság a rendezvényeit a pandémia miatt 2020 márciusától főképp online módon szervezi. Konferenciái, előadásai, kerekasztal-beszélgetései szabadon visszanézhetők az MKT YouTube-csatornáján, illetve visszahallgathatók az MKT podcastjában.

## Céljai és feladatai
A Magyar Közgazdasági Társaságnak mintegy három és félezer tagja van.[forrás?]
A társaság 2025-ben már 30 szakosztályt működtet, és csaknem valamennyi megyében vannak helyi szervezetei, amelyek rendszeresen előadásokat, vitákat, konferenciákat rendeznek. Az MKT legfontosabb rendezvénye a Közgazdász-vándorgyűlés, amit évente más városban rendeznek meg, a helyi megyei szervezet támogatásával. 2025 szeptemberében már a 63. vándorgyűlést rendezi meg a társaság Veszprémben. Ugyancsak kiemelkedő a Fiatal Közgazdászok Országos Találkozója, amit az MKT Ifjúsági Bizottsága szervez minden év tavaszán.
A Magyar Közgazdasági Társaság közhasznú, független egyesület, amely fórumain teret kíván adni valamennyi közgazdasági áramlat és iskola számára, ugyanakkor fontos feladatának tekinti a szabad szakmai véleménynyilvánítás elősegítését. A társaság célja, hogy tagjai révén és a rendelkezésére álló eszközökkel segítse a közgazdaság-tudomány fejlődését és gyakorlati alkalmazását, a társtudományok képviselőivel való kapcsolattartást, a közgazdasági gondolkodás erősítését, hozzájáruljon a nemzet gazdagodásához, valamint tagjainak és általában a közgazdászoknak a szakmai érdekképviseletéhez és érdekvédelméhez.

## Szervezete

### Az MKT vezető szervei, vezető tisztségviselői
- a küldöttközgyűlés,
- az elnökség és
- a felügyelőbizottság.
- A társaságon belül megyei szervezetek és országos hatáskörű budapesti szakosztályok működnek.
- Az MKT jelenlegi elnöke Pleschinger Gyula, a Magyar Nemzeti Bank Monetáris Tanácsának tagja.
- Az MKT főtitkára Hegedüs Éva, a Gránit Bank elnök-vezérigazgatója.
- A társaság alelnökei: Andor László, az Európai Progresszív Tanulmányok Alapítvány főtitkára, volt EU-biztos,  Bod Péter Ákos tanszékvezető egyetemi tanár (Budapesti Corvinus Egyetem), Palócz Éva vezérigazgató (Kopint-Tárki Zrt.), Palotai Dániel, az IMF ügyvezető igazgatója,[5] Patai Mihály a Magyar Nemzeti Bank korábbi alelnöke és Wolf László, az OTP Bank Nyrt. vezérigazgató-helyettese.
- A társaság örökös tiszteletbeli elnökei Kovács Árpád, a Költségvetési Tanács elnöke, valamint Kádár Béla.[6]

### Szakosztályai[7]
- Államháztartási szakosztály
- Demográfiai szakosztály
- Egészség- és egészségügy-gazdaságtani szakosztály
- Ellenőrzési szakosztály
- Európai uniós szakosztály
- Fejlesztéspolitikai szakosztály
- Fejlődésgazdaságtani szakosztály
- Felsőoktatási és továbbképzési szakosztály
- Fenntarthatósági szakosztály
- Fintech és Pénzügyi Kultúra szakosztály[8]
- Gazdaságpolitikai és gazdaságelméleti szakosztály
- Informatikai szakosztály
- Ingatlanpiaci szakosztály
- Innovációs szakosztály
- Ipari és vállalkozási szakosztály
- Kelet-közép-európai szakosztály
- Kereskedelmi szakosztály
- Környezetgazdaságtani szakosztály
- Kultúragazdasági szakosztály
- Logisztika szakosztály
- Mezőgazdasági és Élelmiszeripari szakosztály
- Monetáris politikai
- Munkaügyi szakosztály
- Nemzetközi gazdaság szakosztály[9]
- Pénzügyi szakosztály
- Sportgazdaságtani szakosztály
- Startup szakosztály
- Társadalomgazdaságtani szakosztály
- Versenyképességi szakosztály[10]

### Ifjúsági bizottság
Az MKT Ifjúsági Bizottságának alapvető célja szakmai szerveződésbe integrálni azon fiatalokat, leendő és már végzett közgazdászokat, akik érdeklődnek a szakma iránt, akik szeretnének folyamatosan fejlődni, első kézből értesülni a világ, a régió, az ország gazdasági ügyeiről, gazdaságpolitikai kérdéseiről.
Tevékenységünkkel azokat a fiatal közgazdászokat célozzuk, akik szakmai tudásukat bővíteni szeretnék, véleményüket és kérdéseiket egy-egy adott témakörben megosztanák, illetve feltennék.
Több magyar felsőoktatási intézményben működik az MKT-nak ifjúsági szervezete. Ezek:
- MKT BME
- MKT BMSZ IB (Pécs)
- MKT Corvinus
- MKT ELTE
- MKT IB Debrecen
- MKT Hemisz (Eger)
- MKT PSZK (BGE Pénzügyi és Számviteli Kar)
- MKT Gyöngyös
- MKT Győri Ifjúsági Szervezete
- MKT Kaposvár
- MKT Külker (BGE Külkereskedelmi Főiskolai Kar)
- MKT Miskolci Ifjúsági Szervezete
- MKT Nyíregyházi Ifjúsági Szervezete
- MKT OE (Óbudai Egyetem)
- MKT Szegedi Ifjúsági Bizottsága
- MKT Zalaegerszegi Ifjúsági Szervezete